# Platygaster salicicola
Platygaster salicicola är en stekelart som först beskrevs av William Harris Ashmead 1893.  Platygaster salicicola ingår i släktet Platygaster och familjen gallmyggesteklar. Inga underarter finns listade i Catalogue of Life.